# Douglas SBD Dauntless

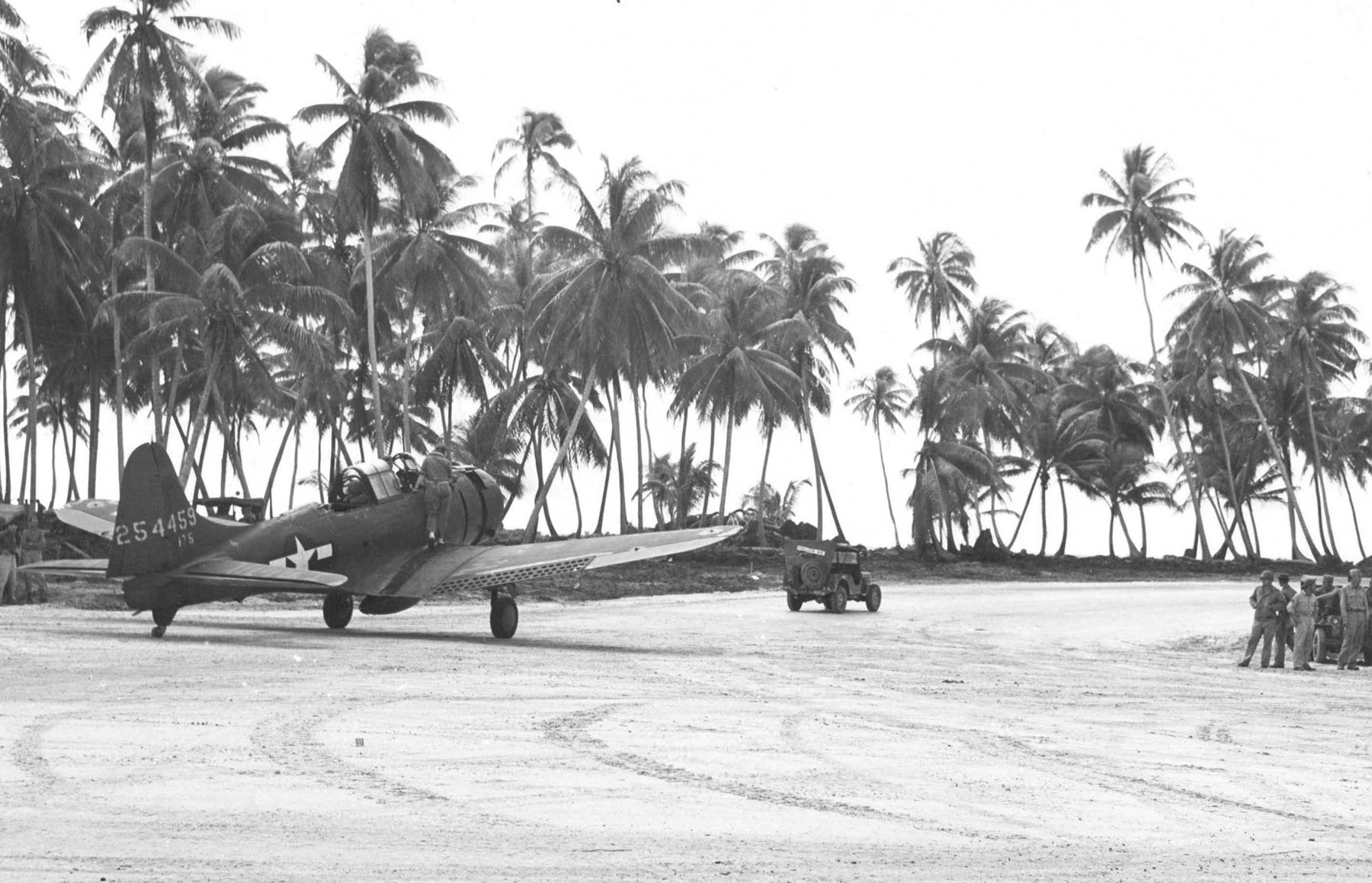
1943

De Douglas SBD Dauntless is een duikbommenwerper die tijdens de Tweede Wereldoorlog overwegend werd gebruikt door de Amerikaanse marine en het marinekorps. Het werd, in beperkte mate, ook gebruikt door de legerluchtmacht onder de naam A-24. Met het toestel werden in de Stille Oceaan vele successen geboekt. Vooral tijdens en na de slag bij Midway leverde de Dauntless een geweldige bijdrage aan het stuiten van de Japanse opmars.
Opvallend aan de Dauntless was de geperforeerde leivleugel die bij het duiken omlaag werd geklapt zodat de snelheid verminderde en de stabiliteit toenam. De bom hing aan een kruk onder de romp die voor het afwerpen naar buiten werd gedraaid om de propeller niet te beschadigen.

## Specificaties
De motor was een Wright R-1820 radiaalmotor, 1200 pk. De bewapening waren twee 0,5-inch(12,7 mm) mitrailleurs, twee 7,62mm mitrailleurs, plus een bommenlading van max 1020 kg. De maximumsnelheid bedroeg 410 km/u. op 4.600 m. Zijn stijgvermogen: 5.700 m/min. De plafondhoogte was 7780 m. De actieradius was 1243 km met een bommenlast van 500 kg. Gewicht; leeg 2905 kg en beladen 4853 kg. De spanwijdte was 12,65 m. Lengte 10,08 m.

## Landen in dienst
- Frankrijk
- Chili
- Mexico
- Nieuw-Zeeland
- Verenigd Koninkrijk
- Verenigde Staten
  - (US Army Air Force, US Marine Corps en US Navy)

## Foto's

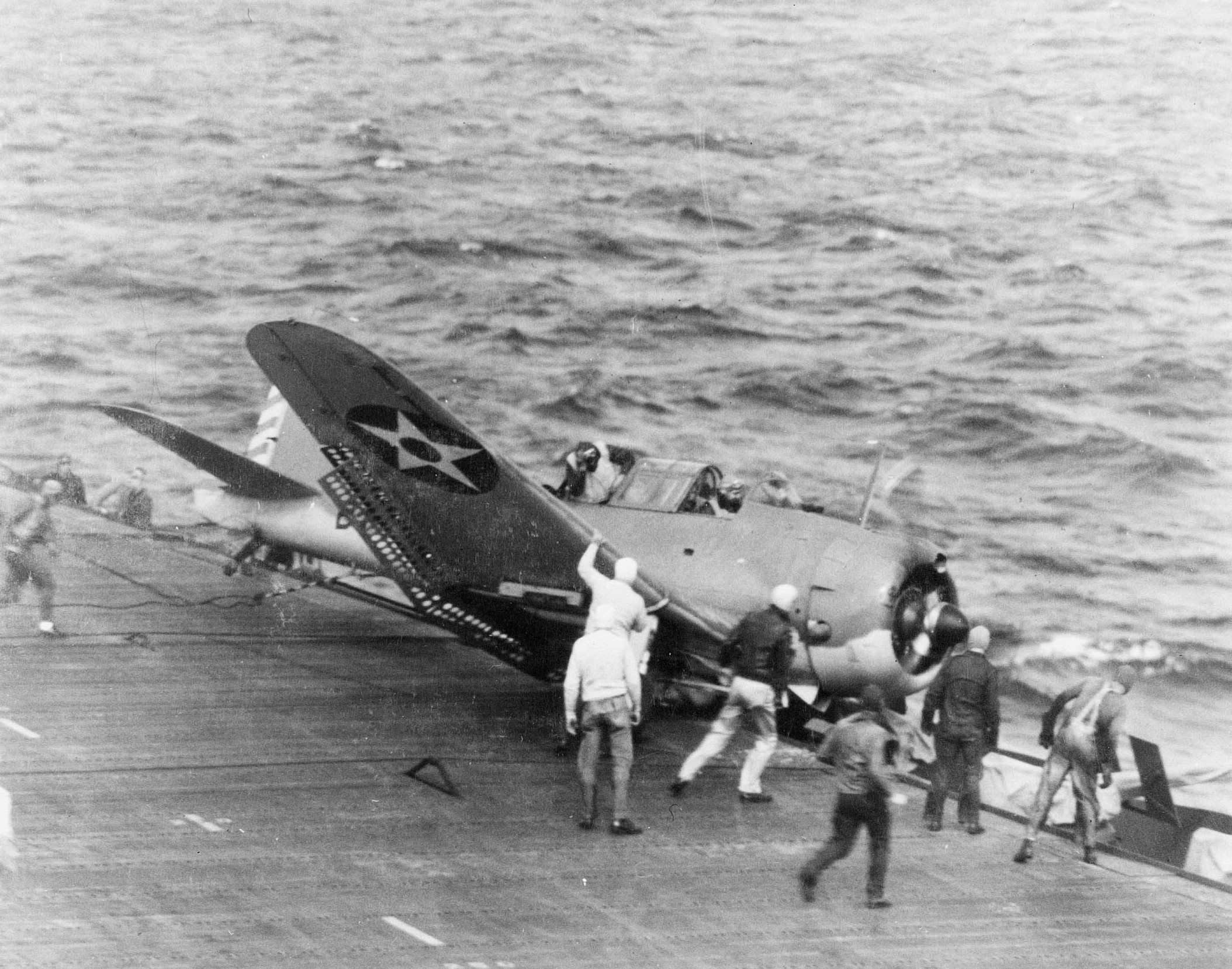
Crash op de USS Enterprise in 1942
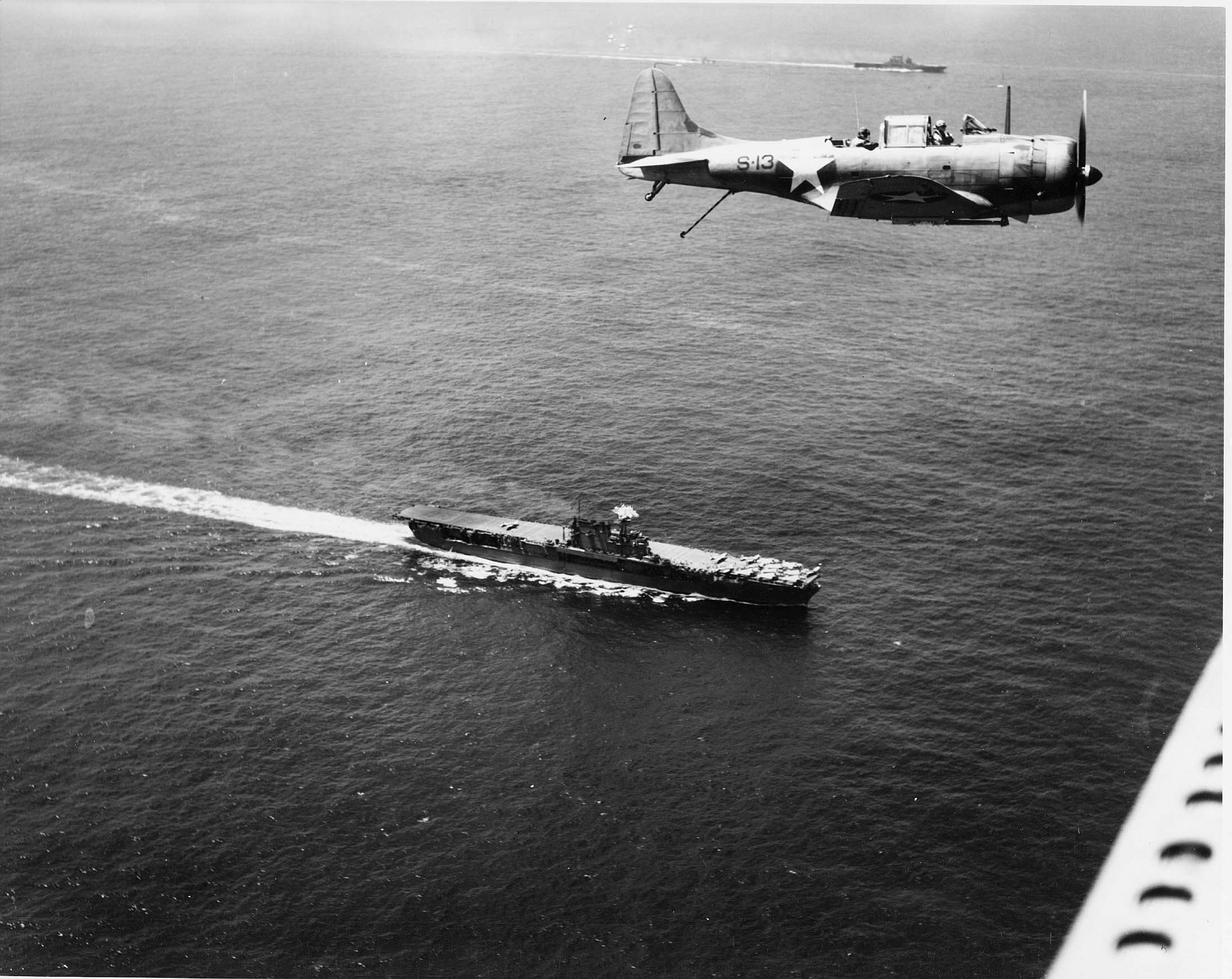
1942
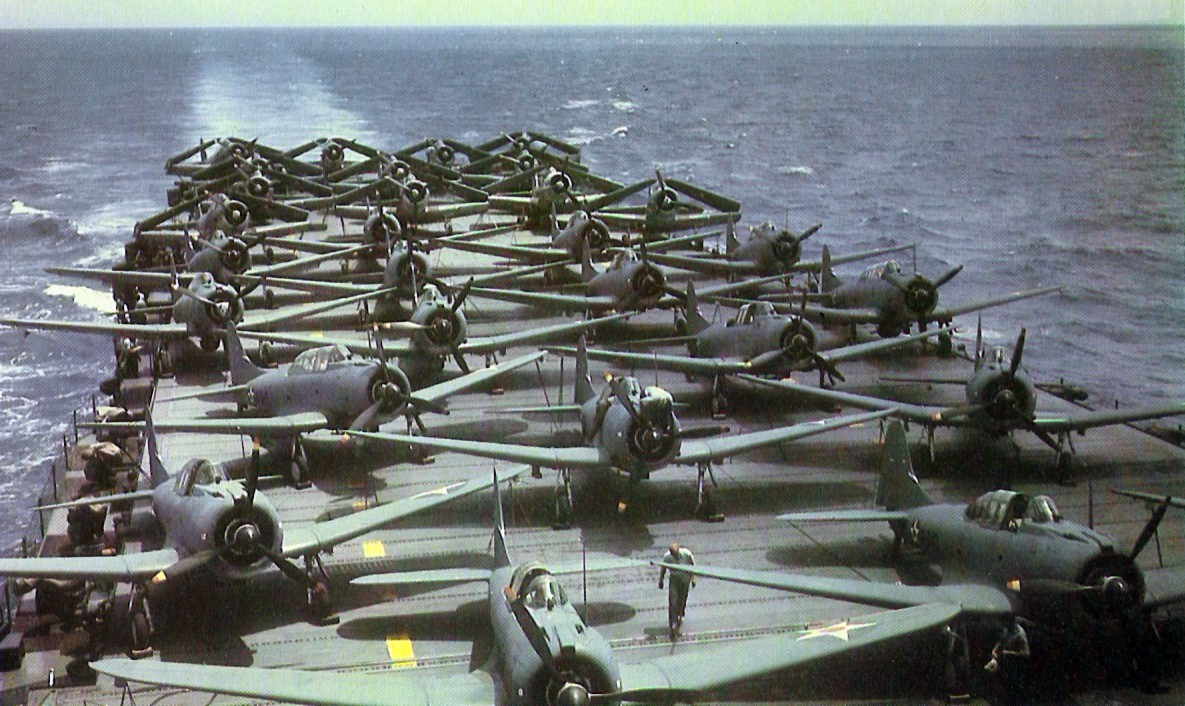
Het dek van de USS Enterprise staat vol afvliegklare Dauntless